# Fortaleza de Komotin
El castillo de Komotin es un castillo en ruinas en Bosnia y Herzegovina, en el municipio de Jajce.

## Historia
Se cree que Komotin se construyó a principios del siglo XIV. El último rey bosnio, Esteban Tomašević, emitió una carta que otorgaba Komotin a su tío Radivoj Kotromanić.
La arquitectura muestra que Komotin era una corte señorial, pero su ubicación en lo alto de una colina, de difícil acceso salvo por estrechos y sinuosos senderos, la hacía fácilmente defendible. Una vez que los intrusos e invasores conseguían el acceso, se encontraban con un foso que solo se podía cruzar mediante un puente levadizo. Los muros de la casa solariega tenían entre 1,2 y 1,4 metros (3,9 y 4,6 pies) de grosor y forma rectangular. Dentro de los muros también había un patio grande y uno pequeño, además de habitaciones y alojamientos.

## Protección
Últimamente el castillo ha sido considerado monumento nacional y está catalogado como edificio protegido.